# Toyota Grand Prix of Long Beach 2012
Il Toyota Grand Prix of Long Beach 2012 è la terza tappa della stagione 2012 della Indy Racing League. Si è disputato il 15 aprile 2012 sul circuito di Long Beach e ha visto la vittoria di Will Power.

## Gara
| Pos | #  | Pilota              | Team                           | Motore    | Giri | Tempo/Ritirato     | Griglia | Giri in testa | Punti |
| --- | -- | ------------------- | ------------------------------ | --------- | ---- | ------------------ | ------- | ------------- | ----- |
| 1   | 12 | Will Power          | Team Penske                    | Chevrolet | 85   | 1:54:01.6082       | 12      | 15            | 50    |
| 2   | 77 | Simon Pagenaud (R)  | Schmidt Hamilton Motorsports   | Honda     | 85   | + 0.8675           | 4       | 26            | 42    |
| 3   | 27 | James Hinchcliffe   | Andretti Autosport             | Chevrolet | 85   | + 13.2719          | 16      | 0             | 35    |
| 4   | 11 | Tony Kanaan         | KV Racing Technology           | Chevrolet | 85   | + 18.1951          | 19      | 0             | 32    |
| 5   | 4  | J.R. Hildebrand     | Panther Racing                 | Chevrolet | 85   | + 22.9947          | 20      | 0             | 30    |
| 6   | 28 | Ryan Hunter-Reay    | Andretti Autosport             | Chevrolet | 85   | + 42.5631          | 13      | 4             | 28    |
| 7   | 2  | Ryan Briscoe        | Team Penske                    | Chevrolet | 85   | + 1:40.1271        | 11      | 5             | 27    |
| 8   | 15 | Takuma Satō         | Rahal Letterman Lanigan Racing | Honda     | 84   | + 1 giro           | 6       | 16            | 24    |
| 9   | 8  | Rubens Barrichello  | KV Racing Technology           | Chevrolet | 84   | + 1 giro           | 22      | 0             | 22    |
| 10  | 18 | Justin Wilson       | Dale Coyne Racing              | Honda     | 84   | + 1 giro           | 3       | 15            | 20    |
| 11  | 19 | James Jakes         | Dale Coyne Racing              | Honda     | 84   | + 1 giro           | 14      | 0             | 19    |
| 12  | 5  | E.J. Viso           | KV Racing Technology           | Chevrolet | 84   | + 1 giro           | 15      | 0             | 18    |
| 13  | 3  | Hélio Castroneves   | Team Penske                    | Chevrolet | 84   | +1 giro            | 18      | 0             | 17    |
| 14  | 20 | Ed Carpenter        | Ed Carpenter Racing            | Chevrolet | 83   | + 2 giri           | 24      | 0             | 16    |
| 15  | 10 | Dario Franchitti    | Chip Ganassi Racing            | Honda     | 82   | + 3 giri           | 1       | 4             | 15    |
| 16  | 22 | Oriol Servià        | Dreyer & Reinbold Racing       | Lotus     | 82   | + 3 giri           | 23      | 0             | 14    |
| 17  | 7  | Sebastian Bourdais  | Dragon Racing                  | Lotus     | 82   | + 3 giri           | 25      | 0             | 13    |
| 18  | 83 | Charlie Kimball     | Chip Ganassi Racing            | Honda     | 80   | + 5 giri           | 9       | 0             | 12    |
| 19  | 6  | Katherine Legge (R) | Dragon Racing                  | Lotus     | 80   | + 5 giri           | 26      | 0             | 12    |
| 20  | 78 | Simona de Silvestro | HVM Racing                     | Lotus     | 74   | Problema meccanico | 17      | 0             | 12    |
| 21  | 98 | Alex Tagliani       | Team Barracuda – BHA           | Lotus     | 46   | Problema meccanico | 10      | 0             | 12    |
| 22  | 14 | Mike Conway         | A. J. Foyt Enterprises         | Honda     | 41   | Problema meccanico | 7       | 0             | 12    |
| 23  | 9  | Scott Dixon         | Chip Ganassi Racing            | Honda     | 27   | Problema meccanico | 5       | 0             | 12    |
| 24  | 38 | Graham Rahal        | Chip Ganassi Racing            | Honda     | 23   | Contatto           | 8       | 0             | 12    |
| 25  | 26 | Marco Andretti      | Andretti Autosport             | Chevrolet | 22   | Contatto           | 21      | 0             | 10    |
| 26  | 67 | Josef Newgarden (R) | Sarah Fisher Hartman Racing    | Honda     | 0    | Contatto           | 2       | 0             | 10    |